# Agnes Jebet Ngetich
Agnes Jebet Ngetich (23 gennaio 2001) è una mezzofondista keniota.

## Biografia
Nel 2023 ha vinto la medaglia di bronzo individuale e la medaglia d'oro a squadre nei Mondiali di corsa campestre.

## Palmarès
| Anno | Manifestazione    | Sede     | Evento         | Risultato | Prestazione | Note                          |
| ---- | ----------------- | -------- | -------------- | --------- | ----------- | ----------------------------- |
| 2023 | Mondiali di cross | Bathurst | Corsa seniores | Bronzo    | 34'00"      |                               |
| 2023 | Mondiali di cross | Bathurst | A squadre      | Oro       | 16 p.       |                               |
| 2023 | Mondiali          | Budapest | 10000 m piani  | 6ª        | 31'34"83    | Miglior prestazione personale |
| 2024 | Mondiali di cross | Belgrado | Corsa seniores | 4ª        | 31'24"      |                               |
| 2024 | Mondiali di cross | Belgrado | A squadre      | Oro       | 10 p.       |                               |

## Campionati nazionali
2021
- 5ª ai campionati kenioti di corsa campestre

2024
- Oro ai campionati kenioti di corsa campestre - 31'51"

## Altre competizioni internazionali
2022
- 17ª all'Agnes Tirop Cross Country Classic ( Eldoret) - 35'38"

2023
- 9ª al Meeting de Paris ( Parigi), 5000 m piani - 14'36"70
- 7ª ai Bislett Games ( Oslo), 3000 m piani - 8'32"62

2024
- Oro alla Mezza maratona di Valencia ( Valencia) - 1h03'04"
- Oro alla 10K Valencia Ibercaja ( Valencia) - 28'46"

2025
- Argento al Prefontaine Classic ( Eugene), 5000 m piani - 14'01"29